# Gerda Uhlemann
Gerda Uhlemann (* 22. Februar 1945 in Königstein im Taunus als Gerda Mittenzwei) ist eine ehemalige deutsche Leichtathletin, die für die DDR startete. Sie trat im Fünfkampf, Weitsprung und Hürdenlauf an.
Bei den Europäischen Juniorenspielen 1964 in Warschau gewann sie Bronze über 80 m Hürden.
1966 wurde sie bei den Europameisterschaften in Budapest Sechste im Fünfkampf und schied im Weitsprung in der Qualifikation aus.
Bei den Olympischen Spielen 1968 in Mexiko-Stadt kam sie im Fünfkampf auf den 19. Platz.
1966 wurde sie DDR-Meisterin im Fünfkampf.
Gerda Uhlemann startete für den SC Einheit Dresden.

## Persönliche Bestleistungen
- 80 m Hürden: 10,9 s, 20. Juli 1968, Leningrad
- Weitsprung: 6,33 m, 26. Mai 1968, Schloss Schielleiten
- Fünfkampf: 4889 Punkte, 21. Juli 1968, Leningrad